# Het Wilhelmus
Het Wilhelmus («La [cançó] de Guillem»), és l'himne nacional dels Països Baixos des del 1932.
Quan en el marc del nacionalisme romàntic del segle xix es va cercar un himne nacional amb un concurs públic.El poeta Hendrik Tollens el va guanyar amb la cançó Wien Neêrlands Bloed amb música de Johann Wilhelm Wilms el 1816. El govern volia un himne més neutral i «menys protestant» per tal de unir tota la població del regne noument creat per la unió dels països baixos del nord amb els del sud, després de la desfeta de Napoleó. La cançó de Tollens va ser oficial fins al 1932, però la lletra és va considerar cada vegada més obsoleta. Paral·lelment es continuava tocant el Wilhelmus en ocasions oficials, el que va encloure molta confusió diplomàtica, fins que el 1932 el Wilhelmus va esdevenir l'únic himne oficial.
El Wilhelmus, cançó dels orangistes, sempre havia quedat una cançó popular. Escrita a mitjan segle xvi, certs la consideren com l'himne nacional més antic del món. El 1996 se'n va descobrir una versió impresa al Geuzenliedboek (cançoner dels Geuzen) de 1577-1578, una reimpressio d'un cançoner documentat del 1574, del qual encara no s'ha trobat cap còpia. De fet és un contrafactum d'una cançó satírica francesa O la folle entreprise du prince de Condé, cantada pels hugonots durant el setge de Chartres el 1568. La lletra neerlandesa fou escrita entre 1568 i 1572, en honor de Guillem de Nassau, durant la Guerra dels Vuitanta Anys a les Disset Províncies contra els espanyols. L'autoria durant molt de temps en va ser atribuïda a Marnix van St. Aldegonde però el 1996, l'estudi de Bram Maljaars encarregat pel govern va provar que això no és possible.
Al llarg del temps, la lletra com la melodia va canviar sovint. La forma actual sembla més aviat un himne religiós, i en lloc de ser una crida a les armes o una exaltació patriòtica, és un elogi a Guillem d'Orange i les seues obres.
L'himne té quinze estrofes, les primeres de les quals formen un acròstic amb el nom de Guillem; però en les cerimònies oficials generalment s'interpreten solament la primera i la sisena estrofes; als esdeveniments esportius, normalment, solament se'n interpreta la primera.